# Leptonesiotes virkkii
Leptonesiotes virkkii es una especie de insecto coleóptero de la familia Chrysomelidae.
Fue descrita científicamente en 1996 por Santiago-Blay, Poinar & Craig.